# Australiophilus longissimus
Australiophilus longissimus är en mångfotingart som beskrevs av Karl Wilhelm Verhoeff 1925. Australiophilus longissimus ingår i släktet Australiophilus och familjen storjordkrypare. Inga underarter finns listade i Catalogue of Life.